# Andreas Hüttemann
Andreas Hüttemann (* 2. März 1964 in Dorsten) ist ein deutscher Philosoph und Hochschullehrer. Er lehrt Philosophie an der Universität zu Köln.

## Leben
Hüttemann studierte von 1984 bis 1993 Physik, Philosophie und Mathematik an der Ruprecht-Karls-Universität Heidelberg, der University of Cambridge und der Princeton University. 1991 erhielt er das Diplom in Physik, 1993 den Magistergrad in Philosophie in Heidelberg. Anschließend war er bis 1998 als wissenschaftlicher Angestellter am Philosophischen Seminar der Universität Heidelberg tätig. 1996 wurde er in Philosophie mit einer Dissertation über Idealisierungen und das Ziel der Physik promoviert. An der Universität Bielefeld war er bis 2002 wissenschaftlicher Assistent. Dort habilitierte er sich 2001 mit der Schrift Micro-explanation and the Multi-layered Conception of Reality. Von 2002 bis 2004 war er Heisenberg-Stipendiat. An der Westfälischen Wilhelms-Universität in Münster (Westfalen) übernahm er 2004 eine C3-Professur für Philosophie. Seit 2010 ist er Professor für theoretische Philosophie der Neuzeit und der Moderne an der Universität zu Köln. Im Jahr 2013 wurde Andreas Hüttemann zum Mitglied der Deutschen Akademie der Naturforscher Leopoldina gewählt, 2020 zum Mitglied der Academia Europaea.

## Schriften
Monografien
- Idealisierungen und das Ziel der Physik. Eine Untersuchung zum Realismus, Empirismus und Konstruktivismus in der Wissenschaftstheorie. de Gruyter, Berlin 1997, ISBN 3-11-015281-9 (Dissertation)
- Determinismus, Kausalität, Freiheit. Wissenschaftstheoretische Überlegungen zur Willensfreiheitsdebatte. Klostermann, Frankfurt 2024, ISBN 978-3-465-04634-9

Herausgeberschaften
- Kausalität und Naturgesetz in der frühen Neuzeit. Steiner, Stuttgart 2001, ISBN 3-515-07858-4
- Determinism in physics and biology. Mentis, Paderborn 2003, ISBN 3-89785-371-X
- Zur Deutungsmacht der Biowissenschaften. Mentis, Paderborn 2008, ISBN 978-3-89785-534-2